# Tim Duncan
Timothy Theodore Duncan, més conegut com a Tim Duncan (25 d'abril de 1976, Christiansted, St. Croix, Illes Verges Nord-americanes) és un exjugador de bàsquet estatunidenc que va jugar durant 19 temporades als San Antonio Spurs de l'NBA. Actualment exerceix com a entrenador assistent a la mateixa franquícia.
Durant la seva carrera de bàsquet, Duncan va rebre diversos honors individuals i per equips, inclòs ser dos vegades MVP (2002, 2003), cinc vegades campió de l'NBA (1999, 2003, 2005, 2007, 2014) i tres vegades MVP de les finals (1999, 2003, 2005).

## Carrera esportiva
Va ser escollit com a número u del draft del 1997 pels San Antonio Spurs i va guanyar el premi al Rookie de l'any la temporada 1997-98. Des de llavors ha competit als playoffs fins a la seva retirada. Durant la seva carrera, va guanyar cinc campionats de l'NBA (1999, 2003, 2005, 2007, 2014), va ser elegit dos cops MVP de la temporada (2001-02 i 2002-03) i tres cops millor jugador de les finals (1999, 2003 i 2005). Va formar part de la selecció de bàsquet dels Estats Units que va obtenir la medalla de bronze als Jocs Olímpics d'Atenes 2004. Va participar 15 vegades a l'All-Star Game de l'NBA i és l'únic jugador que va estar seleccionat a la vegada a l'equip ALL-NBA (millor quintet) i All-Defensive Teams (millor quintent defensiu) en cadascuna de les seves primeres 13 temporades. El dia 11 de juliol de 2016 va anunciar la seva retirada.
El 22 de juliol del 2019 es va convertir en entrenador assistent dels San Antonio Spurs. El 3 de març del 2020 va debutar com a entrenador en cap al substituir Gregg Popovich en un partit contra els Charlotte Hornets.

## Estil de joc
Amb una mida de 6 peus i 11 polzades (2,11 m) i un pes de 250 lliures (113 kg), Duncan era un ala-pívot que també podia jugar de pívot. Amb una mitjana de doble-doble en punts i rebots, va ser considerat un dels jugadors més constants de l'NBA al llarg de la seva carrera. Considerat com un dels millors defensors interiors de la lliga, Duncan també es va classificar constantment com un dels màxims anotadors, rebotejadors i taponadors de la lliga. Quan es va retirar, al final de la temporada 2015-16, ocupava el primer lloc en dobles-dobles de rebot i punts en temporada regular entre els jugadors actius (ja liderava la classificació de postemporada desde la 2013–14). La seva principal debilitat durant gran part de la seva carrera va ser el seu tir lliure, amb una mitjana inferior al 70%.
A part d'aquestes estadístiques, Duncan s'ha guanyat una reputació de jugador de grans ocasions, com ho demostren els seus tres premis MVP de les Finals de l'NBA, o que les seves mitjanes en playoffs fossin millors que les estadístiques en temporada regular. L'onze vegades campió de l'NBA, Bill Russell, va felicitar Duncan per la seva capacitat per assistir als companys i el va qualificar com un dels jugadors més eficients de la seva generació, una visió compartida pel 19 vegades All-Star de l'NBA Kareem Abdul-Jabbar. A causa de la seva versatilitat i èxit, els experts en bàsquet consideren àmpliament a Duncan com el millor ala-pivot de la història de l'NBA, mentre que l'entrenador Popovich i els seus companys Parker i Ginóbili també li han atribuït gran part de l'èxit de San Antonio. Els detractors de Duncan, però, l'etiqueten com a "avorrit" pel seu estil de joc senzill però eficaç (d'aquesta manera es va guanyar el sobrenom The Big Fundamental). Després del seu primer anell de campionat el 1999, Sports Illustrated el va descriure com un "MVP tranquil i avorrit", una caracterització que persisteix avui en dia.
El mateix Duncan va comentar la seva imatge "avorrida", afirmant: "Si mostres emoció, també pots mostrar decepció o frustració. Si el teu oponent recull aquesta frustració, estàs en desavantatge". El periodista esportiu Kevin Kernan. va comentar sobre la seva habilitat per relaxar-se i mantenir-se concentrat, afirmant que en tenir una llicenciatura en psicologia, Duncan sovint aconseguia imposar-se mentalment als rivals.
Duncan ha afirmat que li agrada especialment el seu llançament a taulell. A més, la relació estreta i llarga de Duncan amb l'entrenador dels Spurs, Gregg Popovich, ha estat descrita com "el més gran amor" en la història en l'esport".

## Premis
Com a jugador universitari, va ser homenatjat per la Cambra de Representants, va guanyar el premi John R. Wooden i el trofeu Adolph Rupp i va ser seleccionat com el jugador de l'any del Naismith College, a més dels honors de jugador de l'any de l'Associació d'Escriptors de Bàsquet dels Estats Units (USBWA), l'Associació Nacional d'Entrenadors de Bàsquet (NABC) i Sporting News (tots el 1997).
En el seu any de debut a l'NBA (1998), va ser escollit Rookie of the Year i elegit a l'equip All-Rookie. Ha estat nomenat a 15 equips All-Star de l'NBA (1997–98; 1999–2000 a 2010–11; 2012–13 i 2014–15), 15 equips All-NBA (1997–98 a 2009–10, 2012–13 i 2014–15); 10 nominacions al primer equip) i 15 equips defensius (1997–98 a 2009–10; 2012–13 i 2014–15); 8 nominacions al primer equip. Amb aquestes actuacions impressionants, Duncan és un dels quatre jugadors que ha rebut els honors del primer equip de l'NBA en cadascuna de les seves vuit primeres temporades (1998–2005), juntament amb els membres del Saló de la Fama Bob Pettit (deu temporades), Larry Bird ( nou temporades), i Oscar Robertson (nou temporades), i és l'únic jugador de la història de l'NBA que ha rebut honors All-NBA i All-Defensive en les seves primeres 13 temporades (1997–98 a 2009–10).

El 4 d'abril de 2020, es va anunciar que Duncan seria inclòs al Naismith Memorial Basketball Hall of Fame el 29 d'agost. Va ser nomenat a l'equip del 75è aniversari de l'NBA el 2021.

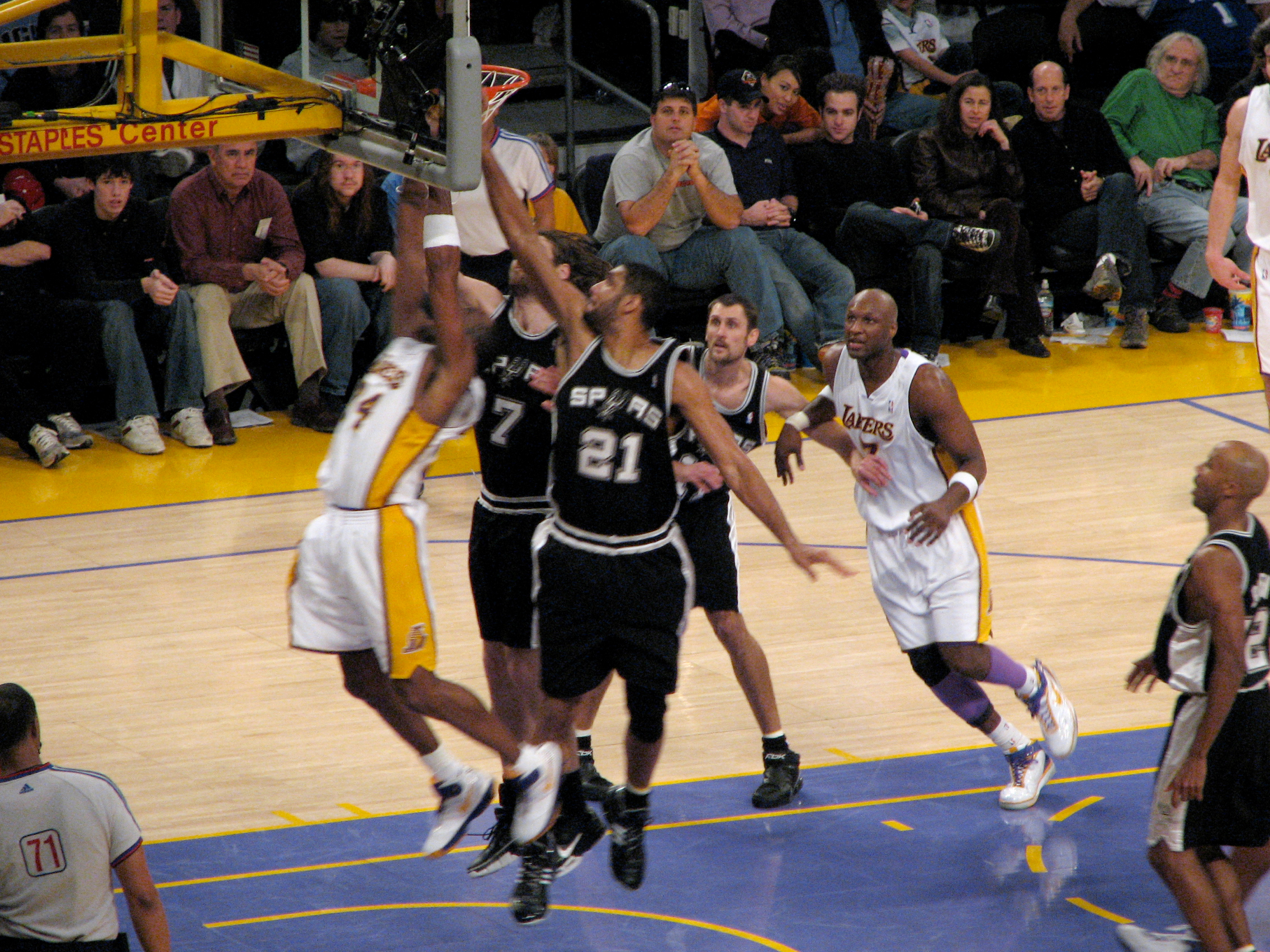
Duncan intenta un tap contra Los Angeles Lakers.

## Estadístiques
| Any       | Equip       | PJ    | PT    | MPP  | %TC  | %3P  | %TL  | RPP  | APP | ROB | TPP | PPP  |
| --------- | ----------- | ----- | ----- | ---- | ---- | ---- | ---- | ---- | --- | --- | --- | ---- |
| 1997-98   | San Antonio | 82    | 82    | 39.1 | .549 | .000 | .662 | 11.9 | 2.7 | .7  | 2.5 | 21.1 |
| 1998-99†  | San Antonio | 50    | 50    | 39.3 | .495 | .143 | .690 | 11.4 | 2.4 | .9  | 2.5 | 21.7 |
| 1999-2000 | San Antonio | 74    | 74    | 38.9 | .490 | .091 | .761 | 12.4 | 3.2 | .9  | 2.2 | 23.2 |
| 2000-01   | San Antonio | 82    | 82    | 38.7 | .499 | .259 | .618 | 12.2 | 3.0 | .9  | 2.3 | 22.2 |
| 2001-02   | San Antonio | 82    | 82    | 40.6 | .508 | .100 | .799 | 12.7 | 3.7 | .7  | 2.5 | 25.5 |
| 2002-03†  | San Antonio | 81    | 81    | 39.3 | .513 | .273 | .710 | 12.9 | 3.9 | .7  | 2.9 | 23.3 |
| 2003-04   | San Antonio | 69    | 68    | 36.6 | .501 | .167 | .599 | 12.4 | 3.1 | .9  | 2.7 | 22.3 |
| 2004-05†  | San Antonio | 66    | 66    | 33.4 | .496 | .333 | .670 | 11.1 | 2.7 | .7  | 2.6 | 20.3 |
| 2005-06   | San Antonio | 80    | 80    | 34.8 | .484 | .400 | .629 | 11.0 | 3.2 | .9  | 2.0 | 18.6 |
| 2006-07†  | San Antonio | 80    | 80    | 34.1 | .546 | .111 | .637 | 10.6 | 3.4 | .8  | 2.4 | 20.0 |
| 2007-08   | San Antonio | 78    | 78    | 34.0 | .497 | .000 | .730 | 11.3 | 2.8 | .7  | 2.0 | 19.3 |
| 2008-09   | San Antonio | 75    | 75    | 33.6 | .504 | .000 | .692 | 10.7 | 3.5 | .5  | 1.7 | 19.3 |
| 2009-10   | San Antonio | 78    | 77    | 31.3 | .519 | .182 | .725 | 10.1 | 3.2 | .6  | 1.5 | 17.9 |
| 2010-11   | San Antonio | 76    | 76    | 28.3 | .500 | .000 | .716 | 8.9  | 2.7 | .7  | 1.9 | 13.4 |
| 2011-12   | San Antonio | 58    | 58    | 28.2 | .492 | .000 | .695 | 9.0  | 2.3 | .7  | 1.5 | 15.4 |
| 2012-13   | San Antonio | 69    | 69    | 30.1 | .502 | .286 | .817 | 9.9  | 2.7 | .7  | 2.6 | 17.8 |
| 2013-14†  | San Antonio | 74    | 74    | 29.2 | .490 | .000 | .731 | 9.7  | 3.0 | .6  | 1.9 | 15.1 |
| 2014-15   | San Antonio | 77    | 77    | 28.9 | .512 | .286 | .740 | 9.1  | 3.0 | .8  | 2.0 | 13.9 |
| 2015-16   | San Antonio | 61    | 60    | 25.2 | .488 | .000 | .702 | 7.3  | 2.7 | .8  | 1.3 | 8.6  |
| Total     | Total       | 1,392 | 1,389 | 34.0 | .506 | .179 | .696 | 10.8 | 3.0 | .7  | 2.2 | 19.0 |
| All-Star  | All-Star    | 14    | 12    | 21.1 | .549 | .250 | .765 | 9.1  | 2.1 | .9  | .6  | 9.9  |

### Playoffs
| Any    | Equip       | PJ  | PT  | MPP  | %TC  | %3P   | %TL  | RPP  | APP | ROB | TPP | PPP  |
| ------ | ----------- | --- | --- | ---- | ---- | ----- | ---- | ---- | --- | --- | --- | ---- |
| 1998   | San Antonio | 9   | 9   | 41.6 | .521 | .000  | .667 | 9.0  | 1.9 | .6  | 2.6 | 20.7 |
| 1999†  | San Antonio | 17  | 17  | 43.1 | .511 | .000  | .748 | 11.5 | 2.8 | .8  | 2.7 | 23.2 |
| 2001   | San Antonio | 13  | 13  | 40.5 | .488 | 1.000 | .639 | 14.5 | 3.8 | 1.1 | 2.7 | 24.4 |
| 2002   | San Antonio | 9   | 9   | 42.2 | .453 | .333  | .822 | 14.4 | 5.0 | .7  | 4.3 | 27.6 |
| 2003†  | San Antonio | 24  | 24  | 42.5 | .529 | .000  | .677 | 15.4 | 5.3 | .6  | 3.3 | 24.7 |
| 2004   | San Antonio | 10  | 10  | 40.5 | .522 | .000  | .632 | 11.3 | 3.2 | .8  | 2.0 | 22.1 |
| 2005†  | San Antonio | 23  | 23  | 37.8 | .464 | .200  | .717 | 12.4 | 2.7 | .3  | 2.3 | 23.6 |
| 2006   | San Antonio | 13  | 13  | 37.9 | .573 | .000  | .718 | 10.5 | 3.3 | .9  | 1.9 | 25.8 |
| 2007†  | San Antonio | 20  | 20  | 36.8 | .521 | .000  | .644 | 11.5 | 3.3 | .6  | 3.1 | 22.2 |
| 2008   | San Antonio | 17  | 17  | 39.2 | .449 | .200  | .626 | 14.5 | 3.3 | .9  | 2.1 | 20.2 |
| 2009   | San Antonio | 5   | 5   | 32.8 | .532 | .000  | .607 | 8.0  | 3.2 | .6  | 1.2 | 19.8 |
| 2010   | San Antonio | 10  | 10  | 37.3 | .520 | .500  | .478 | 9.9  | 2.6 | .7  | 1.7 | 19.0 |
| 2011   | San Antonio | 6   | 6   | 35.3 | .478 | .000  | .625 | 10.5 | 2.7 | .5  | 2.5 | 12.7 |
| 2012   | San Antonio | 14  | 14  | 33.1 | .495 | .000  | .707 | 9.4  | 2.8 | .7  | 2.1 | 17.4 |
| 2013   | San Antonio | 21  | 21  | 35.0 | .470 | .000  | .806 | 10.2 | 1.9 | .9  | 1.6 | 18.1 |
| 2014†  | San Antonio | 23  | 23  | 32.7 | .523 | .000  | .760 | 9.1  | 1.9 | .3  | 1.3 | 16.3 |
| 2015   | San Antonio | 7   | 7   | 35.7 | .589 | .000  | .559 | 11.1 | 3.3 | 1.3 | 1.4 | 17.9 |
| 2016   | San Antonio | 10  | 10  | 21.8 | .423 | .000  | .714 | 4.8  | 1.4 | .2  | 1.3 | 5.9  |
| Career | Career      | 251 | 251 | 37.3 | .501 | .143  | .689 | 11.4 | 3.0 | .7  | 2.3 | 20.6 |